# Justicia lenticellata
Justicia lenticellata är en akantusväxtart som beskrevs av Champl.. Justicia lenticellata ingår i släktet Justicia och familjen akantusväxter. Inga underarter finns listade i Catalogue of Life.